# Făurei (Neamț)
Făurei es una comuna ubicada en el distrito de Neamț, Rumania.

## Superficie
Posee una superficie de 52,05 kilómetros cuadrados.

## Demografía
Hasta 2021 la población era de 1877 habitantes, con una densidad de población de 36,06 habitantes por kilómetro cuadrado.